# Порт Нинбо—Чжоушань

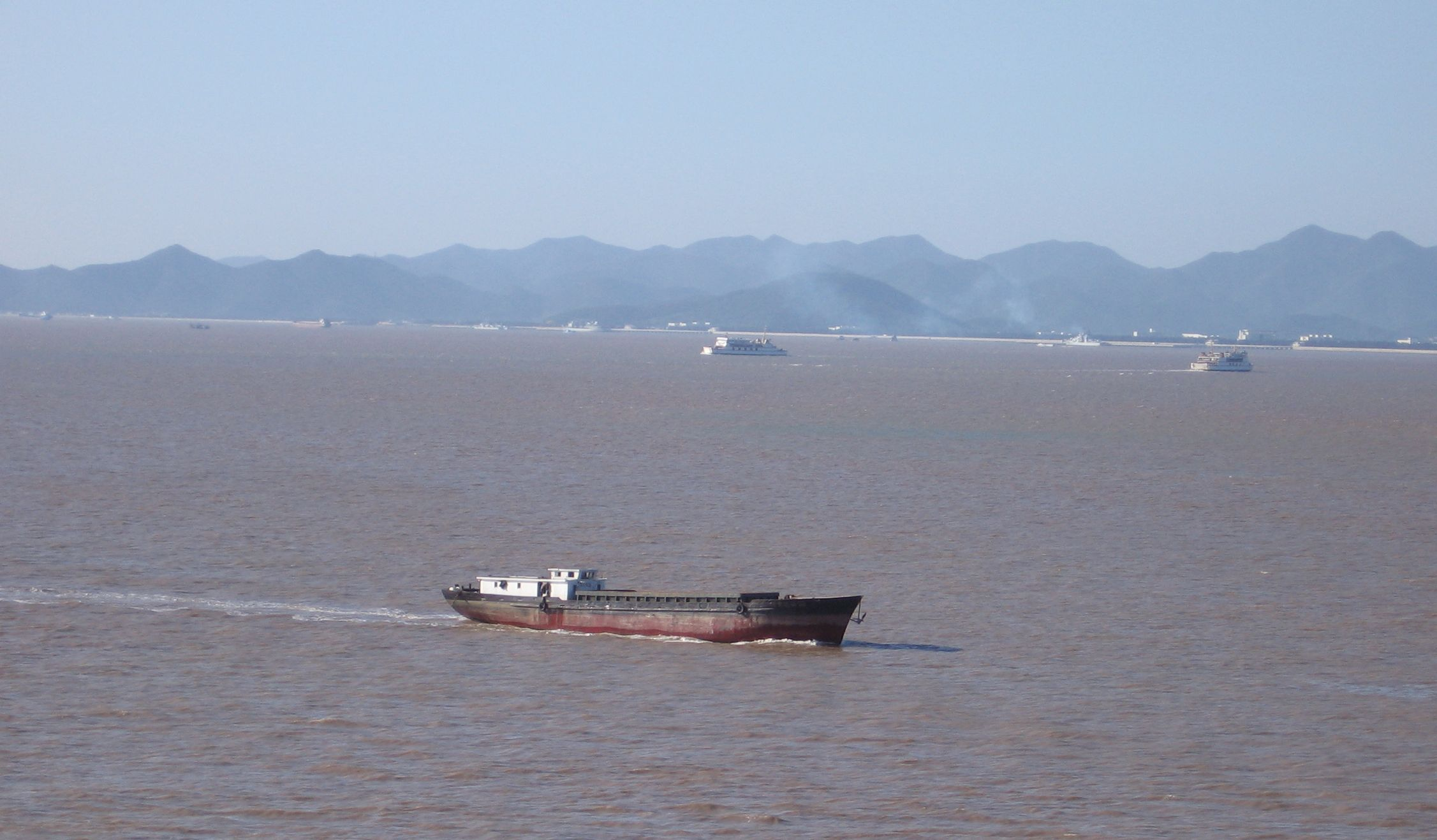
Вид на порт

Порт Нинбо́ — самый загруженный порт в материковом Китае, также с 2012 года — самый загруженный порт в мире. Располагается в провинции Чжэцзян. Портовый комплекс Нинбо объединяет несколько портов: Бейлунь, Чженьхай, старый порт Нинбо, Дакси и Чуаньшань. Порт является одним из немногих в Китае чей ежегодный объём грузооборота превышает миллиард тонн.
Порт имеет связь с более чем 560 портами мира в более чем 90 странах и регионах мира.

## Инфраструктура
Порт имеет 191 причал, в том числе 39 глубоководных причалов для судов водоизмещением 10 000 тонн. Среди крупнейших причалов в порту располагается нефтяной терминал для судов водоизмещением 250 000 тонн, а также причал для погрузки железной руды для судов водоизмещением более 200 000 тонн.